# 나카스지촌 (교토부 가사군)
나카스지촌(일본어: 中筋村)은 일본 교토부 가사군에 설치되었던 촌이다. 현재의 마이즈루시 중부에 해당한다.

## 역사
- 1889년 4월 1일 - 정촌제 시행에 의해 9촌의 구역을 가지고 성립하였다.
- 1936년 8월 1일 - 마이즈루정에 편입, 동일 나카스지촌은 폐지되었다.

## 교통

### 철도
- 철도성
  - 마이즈루선
  - 미야즈선 (현 교토 탄고철도 미야마이선)

### 도로
- 단고 가도 (현 국도 제27호선, 국도 제175호선))

## 참고문헌
- 가도카와 일본 지명 대사전 26 京都府